# Сан Пјетро ди Кадоре
Сан Пјетро ди Кадоре (итал. San Pietro di Cadore) је насеље у Италији у округу Белуно, региону Венето.
Према процени из 2011. у насељу је живело 853 становника. Насеље се налази на надморској висини од 1050 м.

## Становништво
Према резултатима пописа становништва 2011. у општини је живело 1.690 становника.
| 1931. | 1936. | 1951. | 1961. | 1971. | 1981. | 1991. | 2001. | 2011. |
| ----- | ----- | ----- | ----- | ----- | ----- | ----- | ----- | ----- |
| 1.881 | 2.680 | 2.883 | 2.721 | 2.356 | 2.196 | 2.005 | 1.839 | 1.690 |